# Fuchs (Studentenverbindung)

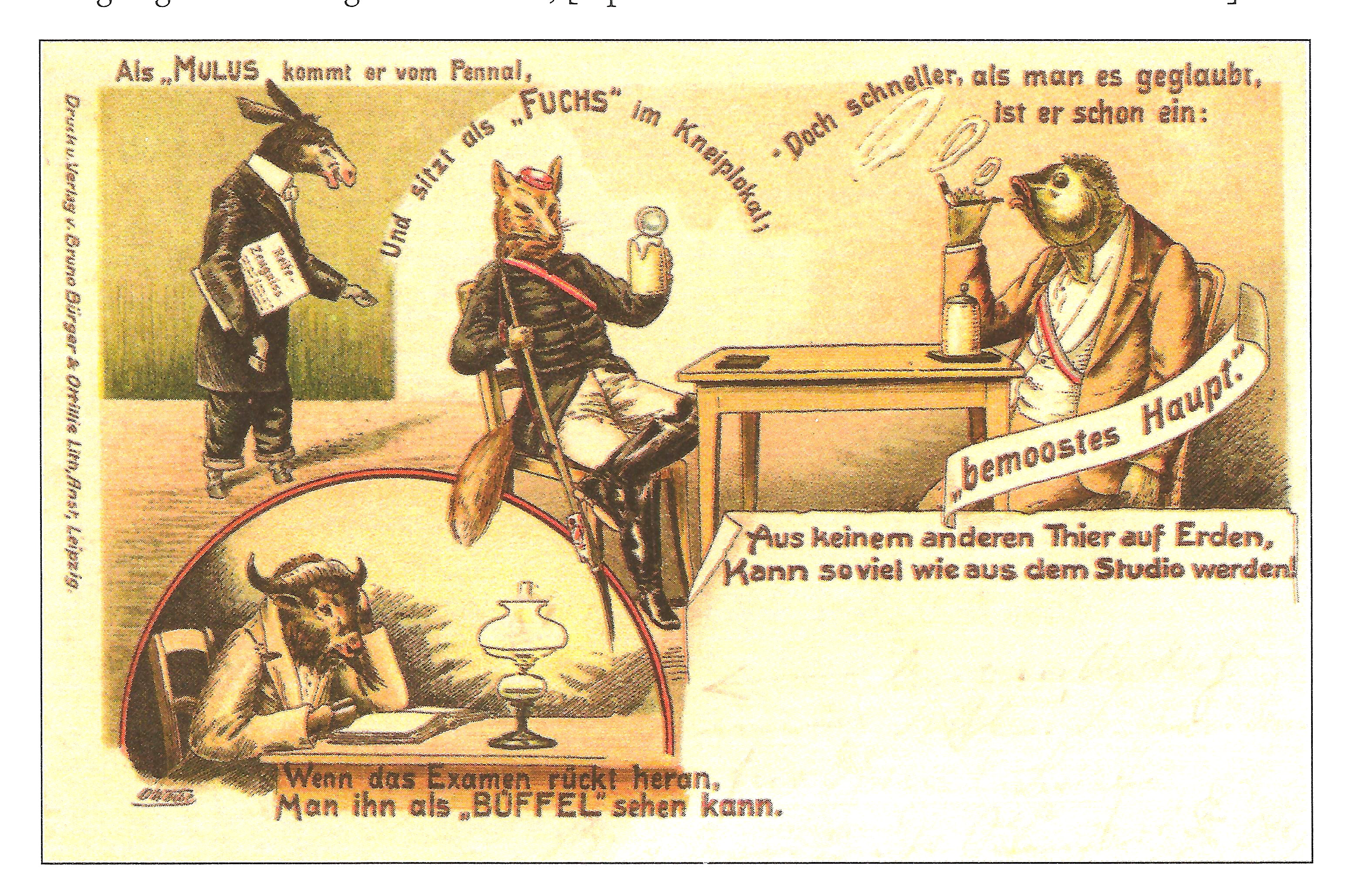
„Und sitzt als ‚Fuchs‘ im Kneiplokal, …“ Studentensprache wörtlich genommen, Postkarte von 1903

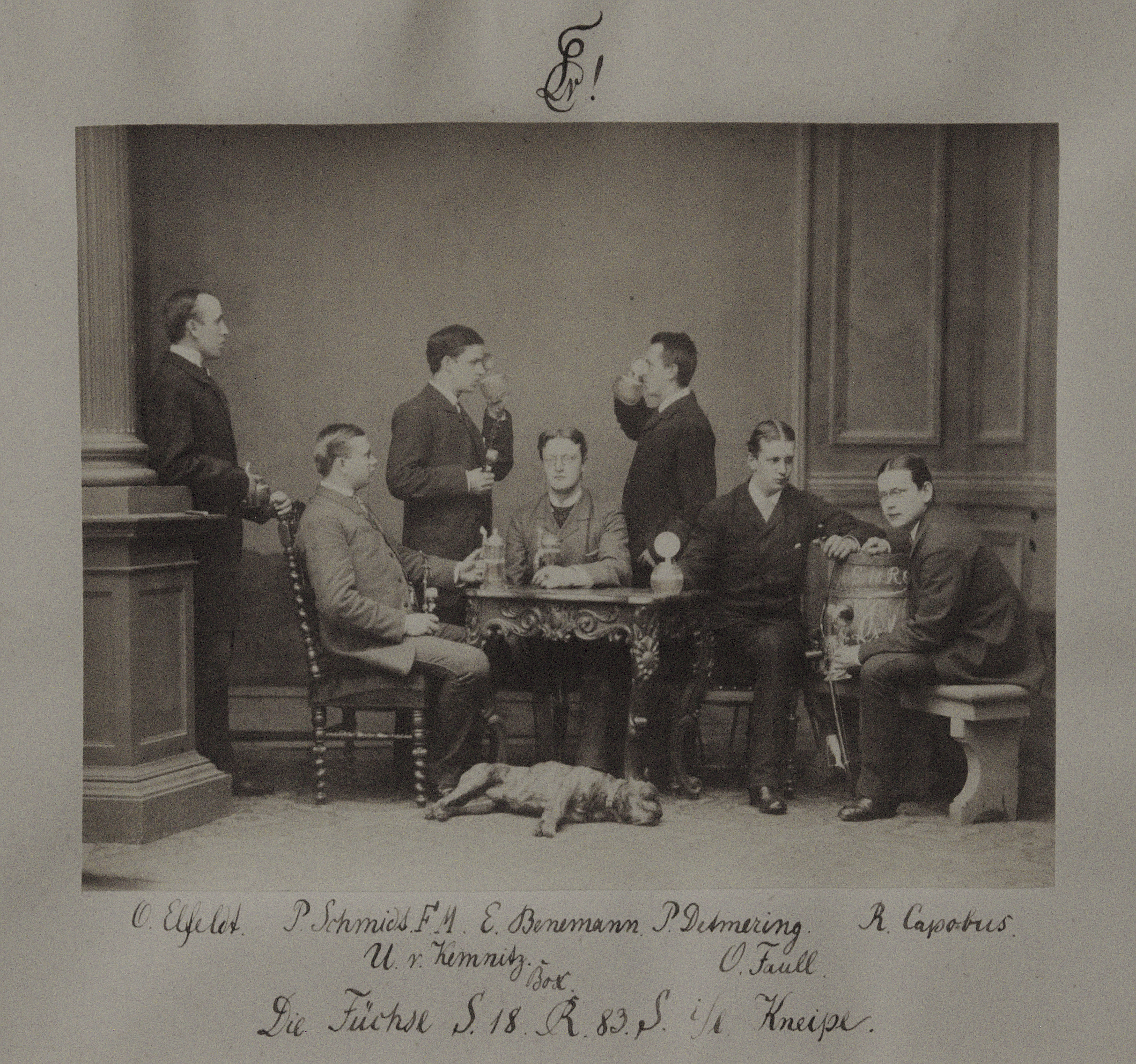
Fotografie von Füchsen der Leonensia (1883)

Ein Fuchs (teilweise auch Fux) ist ein neues Mitglied einer Studentenverbindung, das für ein oder mehrere Semester eine Probezeit absolviert, bevor es als Bursche vollberechtigtes Mitglied der Verbindung wird.
Bei manchen Corps werden Neumitglieder stattdessen Renoncen genannt. Damenverbindungen verwenden teils dieselben Bezeichnungen, teils als weibliche Form von Fuchs Fähe oder andere, eigenständige Begriffe.

## Bedeutung
Noch bis weit in das 19. Jahrhundert hinein bezeichnete Fuchs in der allgemeinen Studentensprache einen Studenten in den ersten Semestern, vollkommen unabhängig von der Zugehörigkeit zu studentischen Zusammenschlüssen. Später wurden die alten, aus dem 18. Jahrhundert überlieferten studentischen Traditionen nur noch in den Studentenverbindungen weitergeführt, und der Ausdruck Fuchs wurde auf die Bedeutung „junges Nachwuchsmitglied von Studentenverbindungen“ eingeengt.
In der zweiten Hälfte des 19. Jahrhunderts bürgerte sich bei einigen spät gegründeten Verbindungen die Schreibweise Fux ein. Bei einigen Corps an bestimmten Hochschulorten wurden oder werden die Neumitglieder als Renoncen bezeichnet.

## Begriffsgeschichte
Im Rahmen des seit dem Mittelalter belegten universitären Initiationsrituals der Deposition gab es bereits Konzepte, die die neu an die Universität kommenden Studenten mit Tieren verglichen. Hier wurden sie als pecus campi (deutsch: „Vieh des Feldes“) bezeichnet und für das Ritual mit Zähnen, Hörnern und Fellen ausstaffiert, die ihnen dann mit überdimensionierten Werkzeugen entfernt wurden. Auf eine spezielle Tierspezies wurde dabei nicht Bezug genommen. 
Durch das Ritual und die daraufhin vorgenommene Immatrikulation verlor der junge Student jedoch seine tierische Identität und wurde in die Gesellschaft der Studenten aufgenommen, auch wenn er danach im Rahmen des weitverbreiteten Pennalismus noch weitere Schikanen über sich ergehen lassen musste.

### 18. Jahrhundert

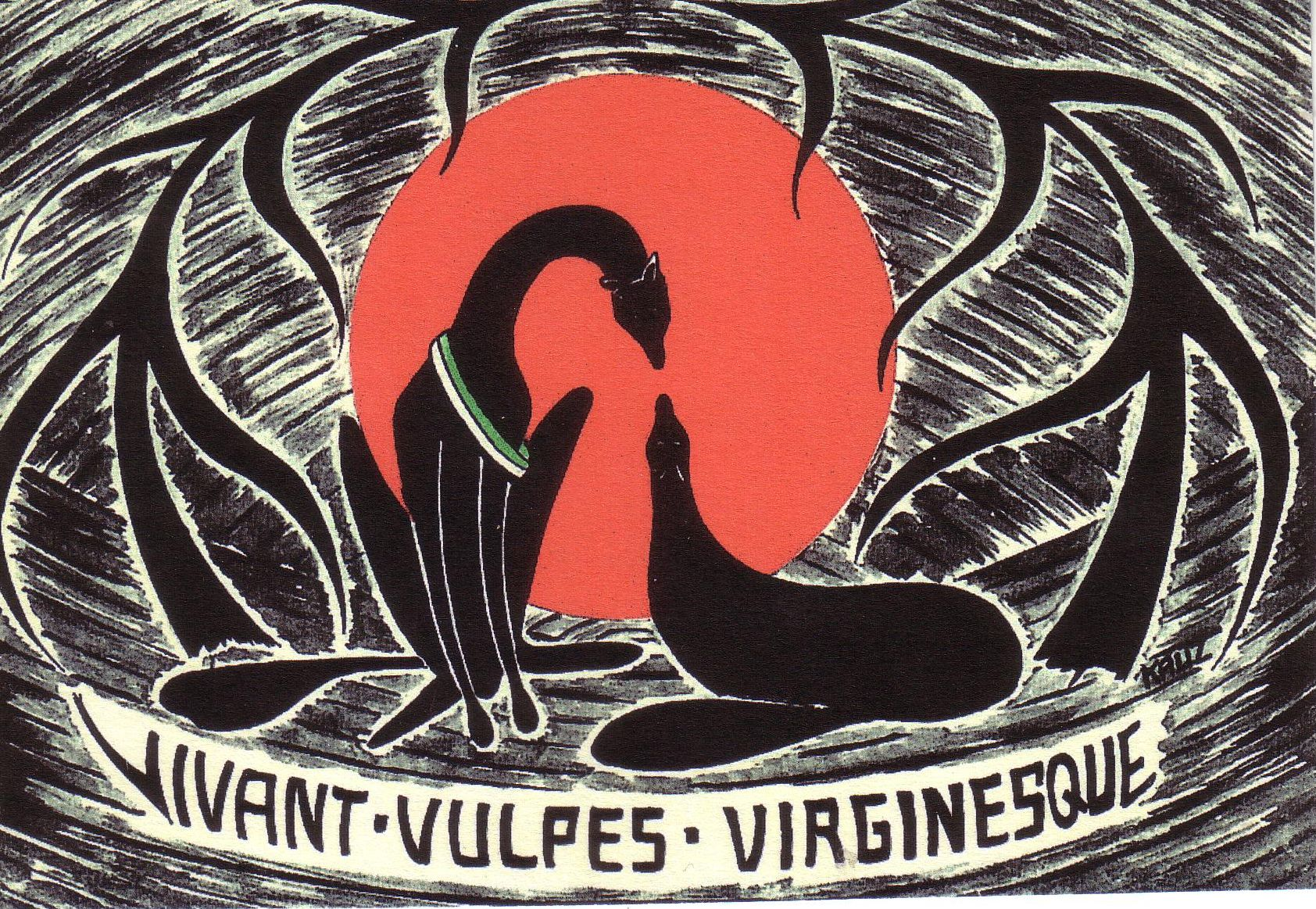
Hoch leben die Füchse und die Jungfrauen!

Die Bezeichnung „Fuchs“ ist in frühen studentengeschichtlichen Quellen seit dem 18. Jahrhundert belegt, hier auch in der lateinischen Fassung vulpes (deutsch: „Fuchs“), was eine etymologische Herleitung aus der Bezeichnung für das hundeartige Raubtier Fuchs nahelegt.
In der lateinisch abgefassten Abhandlung Dissertatio de norma actionum studiosorum seu von dem Burschen-Comment, dem 1780 veröffentlichten und damit ältesten bekannten Bericht über speziell studentische Gebräuche im deutschen Sprachraum, taucht der Begriff vulpes (Fuchs) bereits in zwei Paragraphen auf. Im § XII. werden einige typische Beleidigungen („Injurien“) aufgelistet, mit denen Studenten bezeichnet wurden, die sich nach damaliger Auffassung nicht angemessen benahmen. Diese Listen waren für das damalige Duellwesen und die benötigte Klassifizierung von Ehrverletzungen wichtig. 
Als vulpes wird hier ein Student bezeichnet, der sich allzu ängstlich und übervorsichtig aufführt, was ihn damals offensichtlich dem Gespött seiner Kommilitonen aussetzte. Dazu wird auch erläutert, dass für neuangekommene Studenten diese Bezeichnung ebenfalls üblich sei, was in diesem Fall jedoch keine Ehrverletzung darstelle, vermutlich weil ein solches Verhalten für neue Studenten eher typisch sei und man von ihnen ein studentisches Benehmen noch nicht erwarten könne. Im § XIX. wird der Unterschied zwischen dem altgedienten Studenten (burschus, veteranus) und dem neu auf die Universität gekommenen (novitius) erläutert. Hier wird der Neuangekommene bei seiner Einführung öffentlich zum vulpes erklärt.
| § XII. II. VULPES, „Fuchs“, derivatur ab astutia atque callidate vulpium, qua caute circumspicere solent, et quemcunque pro aggressore et inimico habent, donec necessitate et consuetudine fiant mansueti. Novitii haud ignominiose ita nominantur; si vero veteranus ita vocatus fuerit, iniuria est. | Fuchs kommt her von der List und Verschlagenheit der Füchse, mit der sie sich allenthalben umsehen, jeden für einen Feind halten und überall einen Angriff besorgen, bis sie endlich aus Noth und Gewohnheit zahm werden. Für neu angekommene Studenten ist übrigens diese Benennung nicht schimpflich; sie wird aber zur Injurie, so bald sie gegen einen alten Burschen gebraucht wird. |
| § XIX. Ideoque veterani, actum superioritatis exercendi gratia, noviter advenientibus obviam eunt, et ludibriosi ita cum illis colloquuntur : Unde venis Nathanael ? N. Ex aedipus patris mei. Polyc. Quomodo stat alma mater ? N. Optime ! P. Hem, qui boni affers ? N. Caseum et butyrum et ioachimicos multos. P. Sis nobis hospes gratissimus. Nunc vero instruitur, quomodo se gerere debeat, et reliquis studiosis praesentatus, publice pro VULPE declaratur, quod est terminus a quo, et ita nominatur usque ad terminum ad quem, sive annum et diem. Durante primo semestri, GOLDFUCHS (quia habet nummos), secundo semestri vero BRANDFUCHS (a vulpibus samsoniticis) dicitur. Termino hoc Novitiatus praeterlapso, multis gratulationibus oculi Novitii eluuntur, quia durante novitiatu pro caeco habetur. Olim erat sic! - Christian Friedrich Gleiß (Autor) 1780 | Man darf sich daher nicht wundern, wenn bisweilen alte Bursche, um sich in ihrer ganzen Größe und Überlegenheit zu zeigen, den Neuankommenden entgegen gehn, und sie spöttisch fragen: „Woher mein lieber Nathanael?“ N. „Von Hause.“ P. „Was macht die liebe Frau Mama?“ N. „Sie befindet sich recht wohl.“ P. „So! Aber was bringst du Gutes mit?“ N. „Butter und Käse, und Thaler genug.“ P. „Sei uns willkommen!“ – Nun lehrt man ihn, wie er sich zu betragen habe präsentirt ihn den übrigen Studenten, und erklärt ihn öffentlich für einen Fuchs. Von diesem Augenblick an behält er diesen Namen bis zu einer bestimmten Zeit, nemlich, bis ein Jahr und ein Tag um ist. Im ersten halben Jahr heist er, weil er noch Geld hat, Goldfuchs, im zweyten aber bekommt er von Simsons Füchsen den Namen Brandfuchs. Ist diese Probezeit um, so werden dem Novizen unter vielen Gratulationen die Augen ausgewaschen, weil man ihn während des Fuchsstandes oder Noviziats als blind ansieht. So wurde es ehedem gehalten! - Nikolaus Balger (Übersetzer und Kommentator) 1798 |

### 19. Jahrhundert
In einem Buch eines 1811 immatrikulierten Göttinger Corpsstudenten aus dem Jahre 1813 über das Leben an der Göttinger Universität findet man folgende Beschreibung:

„Fuchs heißt ein Student im ersten halben Jahre. Die Bezeichnung ist nicht sehr unpassend, denn der junge Mensch, der hohe überspannte Begriffe von einer Universität mitbringt; durch die guten Lehren und Lebensregeln seiner besorgten Eltern von den Studenten bange gemacht ist; in jedem, der ihn begegnet, einen Renommisten zu erblicken glaubt; von allen Menschen sich bemerkt wähnt; mithin in Haltung, Gang und Mienen Aengstlichkeit äußert – hat in der That viele Aehnlichkeiten mit einem Fuchse. Nach einigen Wochen verliert sich dieß ängstliche Wesen schon, und gegen das Ende des halben Jahres pflegen durchaus ein entgegengesetztes Benehmen zu zeigen; sie wollen oft früher fliegen, ehe sie Flügel haben und fallen so in eine andere Lächerlichkeit. Man erkennt sie dem ungeachtet für Füchse.“

### Alternative Herleitungen
Obwohl bereits frühe Quellen die Bezeichnung Fuchs von dem hundeartigen Raubtier herleiten, gibt es auch andere etymologische Erklärungen. So zum Beispiel: 
- faex (lat. Hefe, Bodensatz, Abschaum)
- Faix, Feix oder Feux (mitteldeutsch für unerfahrener, ungehobelter, ungebildeter Mensch);
- fos oder foss (oberdeutsch für faul / niederdeutsch für Fuchs);
- fucus (lat. Drohne, was so viel heißen mag, dass der junge Student so wenig arbeite wie eine Drohne);
- Fex (bairisch für Narr); oder
- fuchteln (der Fechtunerfahrene fuchtelt noch).

Die meisten Anhänger findet eine Ableitung von faex. Schon früher wurde dieser Begriff für die niedrigsten Bevölkerungsschichten verwandt und wurde möglicherweise auf die Studienanfänger, als die Untersten in der studentischen Hierarchie, übertragen.
Einige dieser Etymologien dienen häufig auch zur Erklärung der später entstandenen Schreibweise „Fux“.

## Fuchsenzeit

### Aufnahme

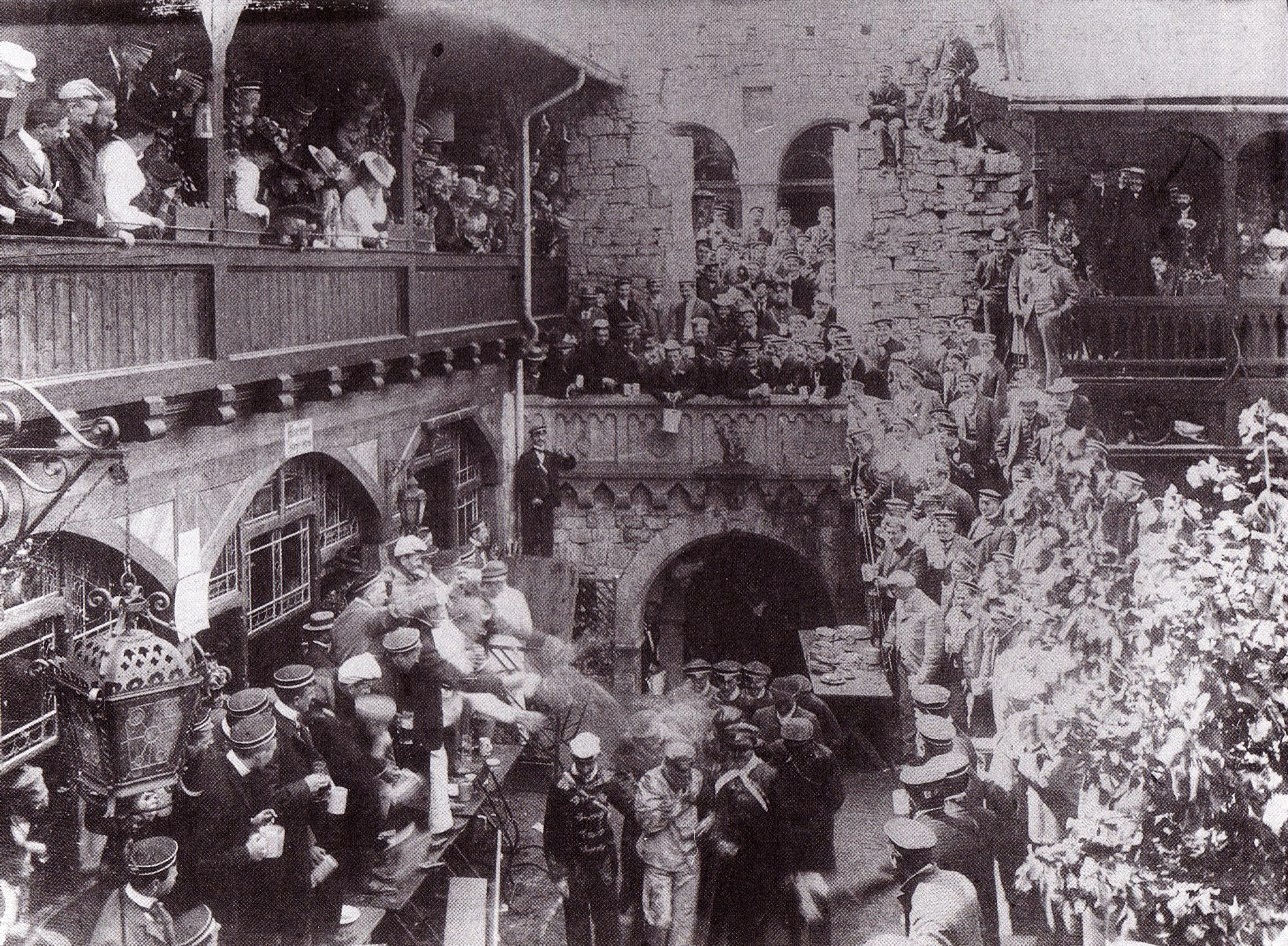
„Fuchsentaufe“ auf der Rudelsburg (1885)

Der Vorgang der Aufnahme eines Studenten als Fuchs in eine Studentenverbindung hat verschiedene Bezeichnungen, die sich nach Dachverband und Verbindung unterscheiden. Üblich sind die Bezeichnungen Admission, Acception, Akzeption, Reception und Renoncierung.
Bei den meisten Verbindungen zählt das Datum der Aufnahme als Fuchs als offizielles Beitrittsdatum zur Verbindung. Nur bei den Corps hat das Datum der Reception als Corpsbursche eine größere Bedeutung.
Wenn ein Abiturient oder Student Gast einer Studentenverbindung ist und Interesse an einer Mitgliedschaft zeigt, nennt man ihn Spefuchs, von lat. in spe. Dies wird manchmal zum Spähfuchs, der die Verbindung neugierig mustert, umgedeutet. Er wird dann bei gegenseitigem Interesse zu Veranstaltungen und gemeinsamen Unternehmungen eingeladen, um die Verbindung näher kennenzulernen. 
Ein Abiturient, der sich bereits während seiner Militär- oder Zivildienstzeit zu einer Mitgliedschaft entschließt, kann bei vielen Verbindungen als Militärfuchs aufgenommen werden. Er gilt als Mitglied und erhält die entsprechenden Couleurabzeichen, wird aber für die Zeit seiner Abwesenheit vom Hochschulort „beurlaubt“ und von seinen Aktivenverpflichtungen entbunden.

### Rechte und Pflichten

Füchse des Corps Nassovia Würzburg (1896)

In der Fuchsenzeit hat das Mitglied einer Studentenverbindung eingeschränkte Rechte und Pflichten. So hat er in der Regel auf den meisten Conventen kein Stimmrecht und wird nicht zu Ämtern herangezogen. In den weitaus meisten Verbindungen ist es aber üblich, dass sich der Fuchs sofort mit Aufnahme in die Verbindung mit allen anderen Verbindungsmitgliedern, auch den ältesten, ohne weitere Formalitäten duzt.

### Interessenvertretung
Zur Vertretung seiner Interessen auf den Conventen gibt es die so genannten Leibverhältnisse. Hierzu wählt sich der Fuchs aus dem Kreise der Vollmitglieder einen Vertrauten, der ihm persönlich zur Seite steht. Diesen Vertrauten nennt man Leibbursch oder Leibdame (teilweise auch Leibvater oder Biervater), der Schützling ist dann sein Leibfuchs (auch Leibsohn oder Biersohn).
Aus den Leibverhältnissen entwickeln sich meist besondere lebenslange Freundschaften, die oft die späteren Familien miteinbeziehen. Da ein Leibbursch mehrere Leibfüchse haben kann, ergeben sich verzweigte Stammbäume von Leibfamilien (bzw. Bierfamilien).
Aus dem besonderen Fürsorgeverhältnis eines Leibburschen für seinen Leibfuchsen ergibt sich oft auch die Verpflichtung, ihm verschiedene Couleurgegenstände zu schenken, die in der Regel mit einer Widmung versehen werden. Die Regelungen sind sehr unterschiedlich.

### Ausbildung

„O selig, ein Fuchs noch zu sein…“, Couleurkarte vor 1899

Der Fuchs ist verpflichtet, sich mit der Kultur des Verbindungsstudententums, den Eigenheiten seines Verbandes und den Traditionen seiner Verbindung vertraut zu machen. Dies dient der Vorbereitung auf die Zeit als Vollmitglied, in der er meist sofort Ämter übernimmt und die Verbindung nach außen repräsentieren muss. Auch sind die jungen Vollmitglieder die wichtigsten Entscheidungsträger in einer Verbindung. Hierauf werden sie bereits als Füchse vorbereitet.
Der Verantwortliche für die Ausbildung der Füchse heißt bei den meisten Verbindungen Fuchsmajor. Die theoretische Unterweisung erfährt der Fuchs in den meist wöchentlich stattfindenden Fuchsenstunden, die durch den Fuchsmajor abgehalten werden. Inhalt der Fuchsenstunden sind im Wesentlichen 
- der organisatorische Aufbau der eigenen Verbindung und eventuell des Dachverbandes
- die speziellen Traditionen und die Geschichte der Verbindung und des Verbindungsstudententums
- Informationen über die anderen Verbindungen am eigenen Hochschulort
- die befreundeten Verbindungen an anderen Hochschulorten.

## Beendigung der Fuchsenzeit

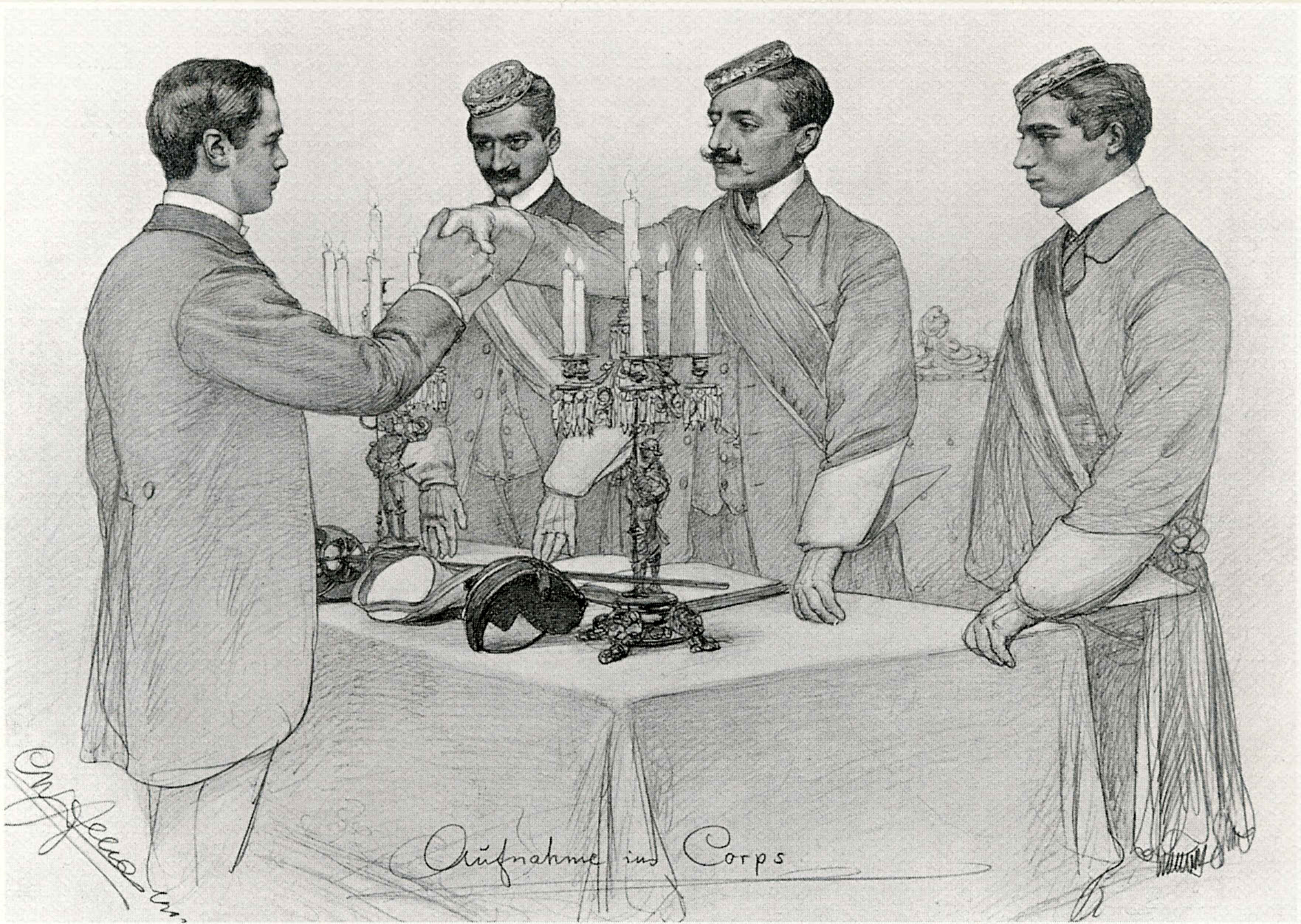
Aufnahme ins Corps (Christian Wilhelm Allers, 1902)

An die Beendigung der Fuchsenzeit werden unterschiedliche Bedingungen geknüpft. Grundlegend ist die Festlegung einer Mindestzeit. Sie kann zwischen einem und drei Semestern betragen. 
Wichtig ist auch die Feststellung, dass der Fuchs die nötigen Fähigkeiten besitzt, die Aufgaben als Vollmitglied – zum Beispiel Repräsentationsverpflichtungen – wahrzunehmen, ohne die Verbindung zu blamieren. Dies wird meist mittels einer Prüfung festgestellt, die Fuchsenprüfung, Burschenprüfung oder Brandungsprüfung genannt wird.
Bei schlagenden Verbindungen ist das erfolgreiche Absolvieren einer festgelegten Zahl von Mensuren eine zusätzliche Voraussetzung zur endgültigen Aufnahme. Das sind heute in der Regel ein bis zwei, vor dem Zweiten Weltkrieg waren das noch meist vier. Die Vorbereitung auf die Mensuren findet nicht in der Fuchsenstunde statt, sondern in der Paukstunde, die vom Fechtchargierten, d. h. dem Consenior, Fechtwart bzw. Zweitchargierten geleitet wird.
Wenn der zuständige Convent die endgültige Aufnahme beschlossen hat, wird sie möglichst ohne Verzögerung in feierlichem Rahmen vollzogen. Dabei werden die entsprechenden Couleurabzeichen (Band und Mütze) angelegt und in der Regel ein Versprechen oder ein Eid auf die Constitution gesprochen. Wichtige Elemente dieses feierlichen Aufnahmeakts stammen noch aus der Tradition der im 18. Jahrhundert untergegangenen Studentenorden. 
Der Akt der endgültigen Aufnahme eines Fuchses in die Verbindung hat unterschiedliche Namen. Verbreitet sind die Bezeichnungen Reception (vor allem bei Corps) und Burschung (bei Burschenschaften und katholischen Verbindungen).

## Erscheinungsbild

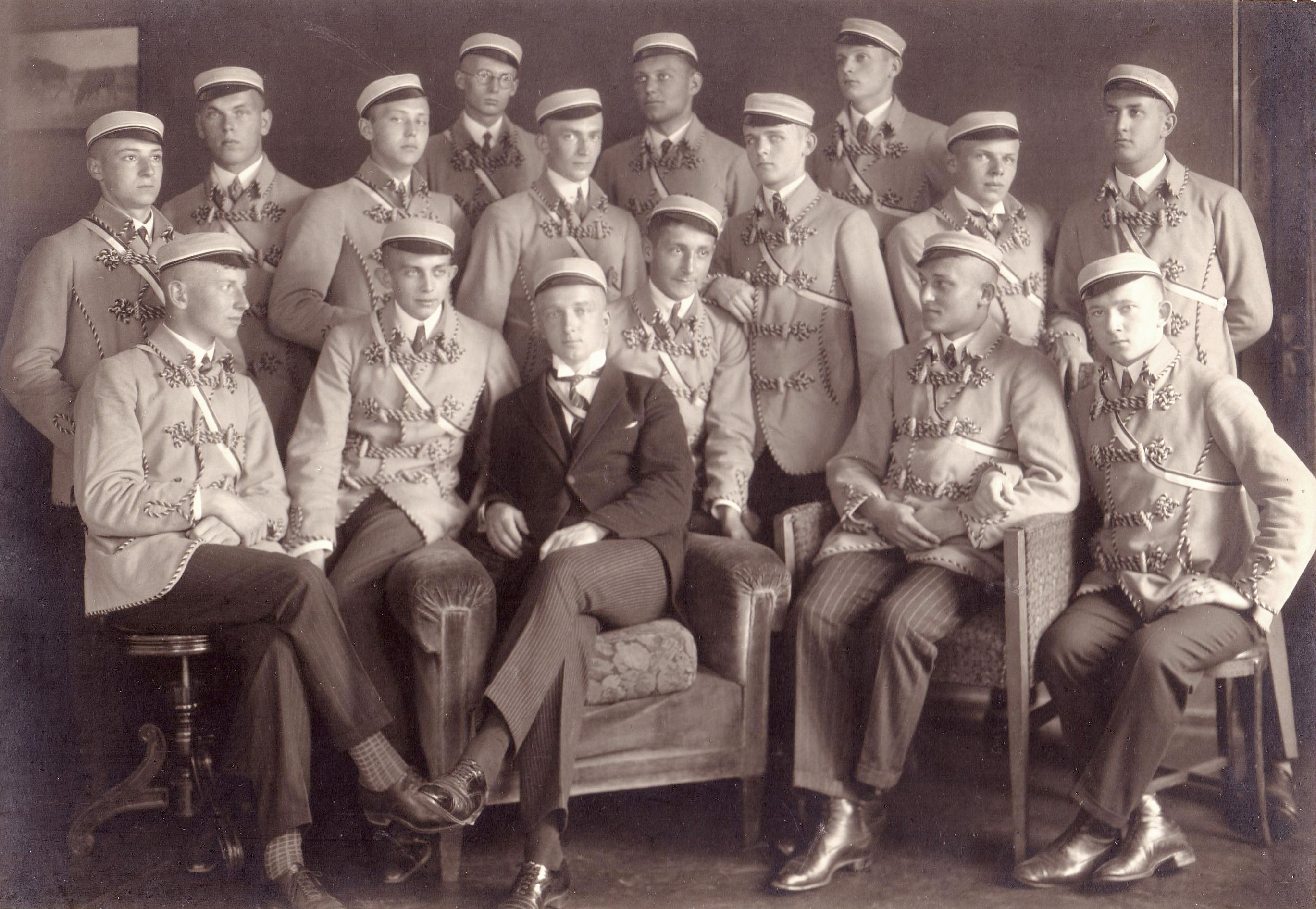
Fuchsmajor und Füchse des Corps Masovia (1926)

Bei farbentragenden Verbindungen sind die Füchse oftmals durch besonderes Couleur ausgezeichnet. In der Regel tragen Krassfüchse und Brandfüchse das so genannte Fuchsenband, das normalerweise eine Farbe weniger als das Burschenband hat, sowie mitunter eine spezielle Studentenmütze. Bei manchen farbentragenden Verbindungen wird von den Füchsen kein Band getragen.

## Verschiedene Stufen
Verschiedene Verbindungen teilen die Fuchsenzeit in mehrere Stufen ein; dies sind in der Regel:
- Spefuchs: Ein noch nicht aktives Mitglied, das wahrscheinlich aufgenommen wird.
- Jungfuchs: Bereits durch den Burschenkonvent aufgenommen, aber die Acception/Rezeption wurde noch nicht vollzogen.
- Krasser Fuchs, Krassfuchs: Accipierter/rezipierter (feierlich bei einer Kneipe oder einem Kommers aufgenommener) Fuchs, daher berechtigt, Fuchsenband und Mütze zu tragen.
- Brandfuchs: Eine bereits in den ältesten Quellen aus dem 18. Jahrhundert belegte Bezeichnung für den Fuchs im zweiten Semester[4]. Heute wird der Begriff unterschiedlich gehandhabt: Bei katholischen Verbindungen und im Wingolfsbund ist es der Fuchs, der nach bestandener Branderprüfung (z. B. mit akademischem Vortrag) und Beschluss des Burschenkonvents die „Branderung“ durchlaufen hat. Bei mensurpflichtigen Verbindungen hat der Fuchs seine Fuchsenpartie(n) oder die Burschenprüfung, nicht beides hinter sich oder ist bereits im dritten oder höheren Semester noch nicht recipiert/geburscht worden.

## Fuchsenzeit in denLebens-Ansichten des Katers Murr
In seiner Geschichte der Albertina und ihrer Studenten 1544 bis WS 1850/51 schreibt Siegfried Schindelmeiser:

„Einen weiteren Einblick in das Studentenleben an der Albertina um 1792 vermittelt E. T. A. Hoffmann im „Kater Murr“, wie die neuere Forschung festgestellt hat (Körner, Convent 1957, S. 82 ff.). Der Dichter schildert dort sein Leben, wie Murr als krasser Fuchs auf die Kneipe einer Landsmannschaft mitgenommen und von zehn etwas nachlässig und seltsam gekleideten Katerjünglingen mit Jubelgeschrei empfangen wird. Er wurde für jenen Kreis gewonnen, weil ihm Muzius, der ihn keilte, klargemacht hatte, daß seine Lebensart nichts tauge; er müsse in die Welt hinaus. Er dürfe nicht wie ein Katzphilister am heimischen Ofen bleiben. Dieser sei ein pomadiger Kerl. Ein Katzbursch aber müsse offen, ehrlich, herzhaft und bereit sein, dem Freunde zu helfen. Er dürfe keine andere Rücksicht nehmen, als ihm Ehre und redlicher Sinn geböten. Noch bevor er auf Empfehlung von Muzius aufgenommen wird, muß er jedoch versichern, daß er keinem verbotenen Orden angehöre. Sodann geht es zur Kneipe, die mit ‚Gaudeamus igitur‘ eröffnet wird. Als bei vorgerückter Stunde der Rundgesang ‚Ecce quam bonum‘ herumgeht und jeder eine selbstgedichtete Strophe singen muß, stockt er zunächst, so daß bereits einige ‚pro poena‘ rufen. Er nimmt aber seine Willenskraft zusammen, so daß es ertönt: 
Pfot’ in Pfot’ und Brust an Brust

Soll uns nichts verdüstern!

Katzbursch sein ist uns’re Lust, 

Trotzen Katzphilistern! 

Ecce quam bonum … 
Seine Verse fanden den lautesten Beifall. Die anderen umpfoteten ihn und drückten ihn an die klopfende Brust. Es war der schönste Augenblick seines Lebens. Murr führte jetzt ein frisches, frohes und köstliches Burschenleben und sah es gern, daß er ‚dabei die besten Haare aus seinem Pelze verlor‘. Er stand also mehrmals auf Mensur.“